# Simo (Kedungwaru)
Simo is een bestuurslaag in het regentschap Tulungagung van de provincie Oost-Java, Indonesië. Simo telt 1924 inwoners (volkstelling 2010).